# مفهوم امر سیاسی
مفهوم امر سیاسی (انگلیسی: The Concept of the Political) کتابی نوشته کارل اشمیت حقوقدان، فیلسوف و نظریه‌پرداز سیاسی آلمانی است که برای اولین بار در سال ۱۹۳۲ منتشر شده‌است. نویسنده در این کتاب به بررسی ماهیت مفهوم امر سیاسی و جایگاه آن در جهان مدرن پرداخته‌است.

## ترجمه به فارسی
از این کتاب تاکنون دو ترجمه به زبان فارسی منتشر شده‌است:
- مفهوم امر سیاسی، ترجمه یاشار جیرانی، رسول نمازی، تهران: ققنوس، ۱۳۹۳.
- مفهوم امر سیاسی به همراه مقاله عصر خنثی‌گری و غیر سیاسی‌سازی، ترجمه سهیل صفاری تهران: نگاه معاصر، ۱۳۹۲.